# Cylia Vabre
Cylia Vabre est une nageuse française née le 1er mars 1984 à Montélimar.
Elle est membre de l'équipe de France aux Jeux olympiques d'été de 2008.
Elle a été championne de France de natation sur 400 mètres quatre nages en 2005.